# Dolní Borek
Dolní Borek je vesnice v okrese Benešov, je součástí obce Neustupov. Nachází se cca 3 km na jih od Neustupova. Je zde evidováno 8 adres. V katastrálním území Dolní Borek leží i části obce Barčov, Chlístov a Záhoříčko.

## Historie
První písemná zmínka o vesnici pochází z roku 1379.

## Další fotografie

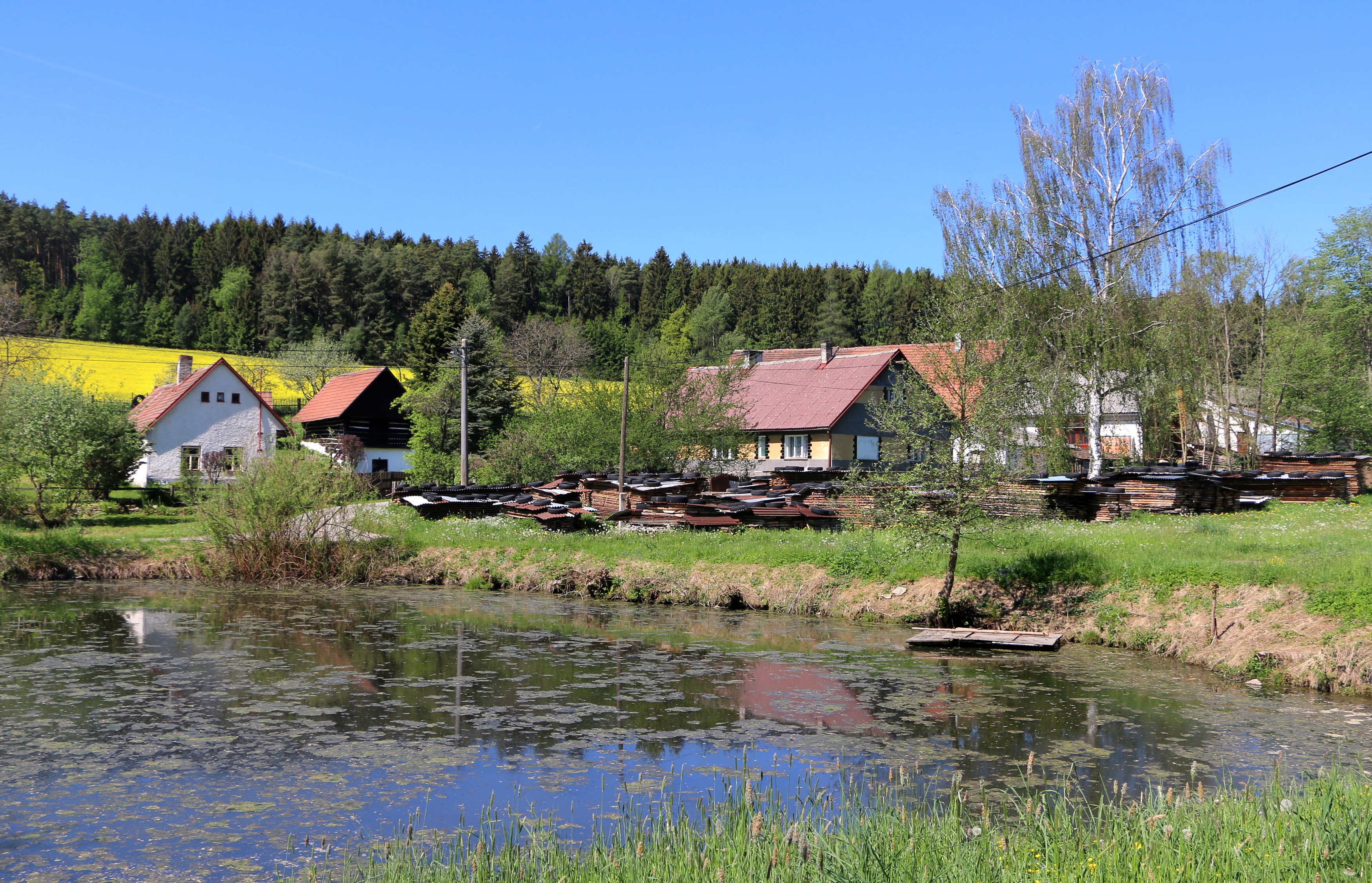
Rybník pod vsí
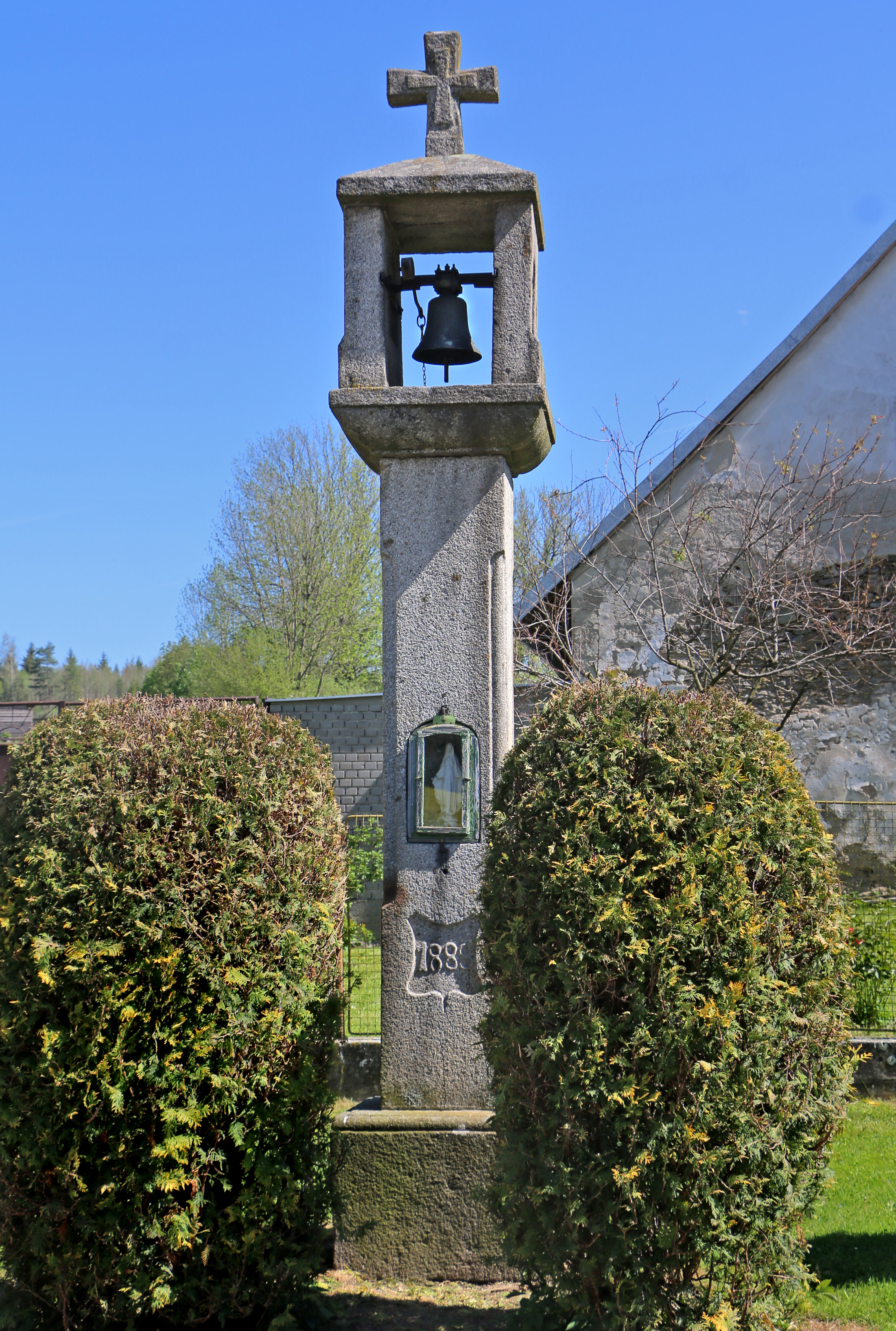
Zvonička
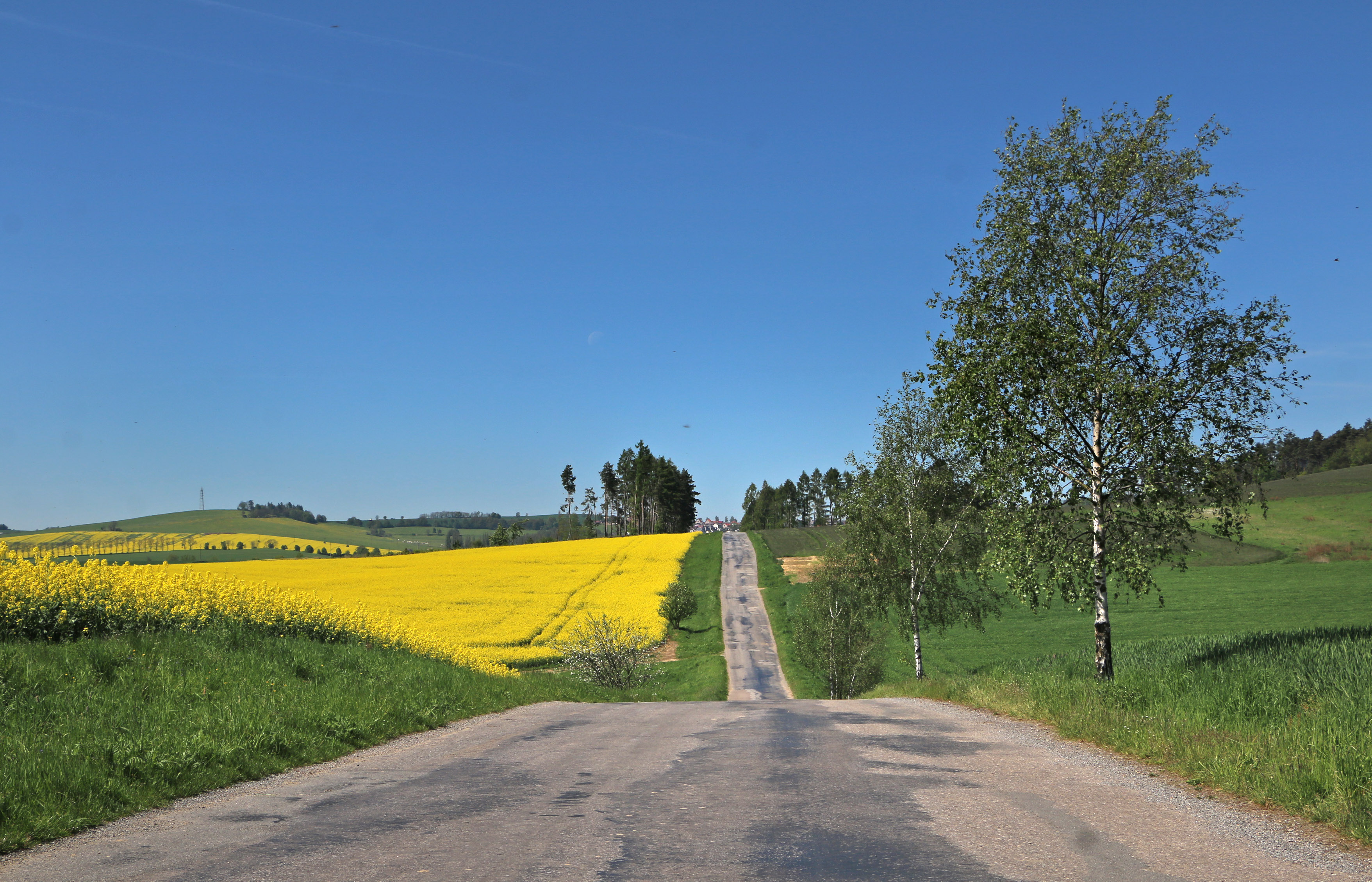
Silnice k Miličínu